# Erdington
Erdington är en stadsdel i Birmingham, i distriktet Birmingham, i grevskapet West Midlands, i England. Ward hade 21 550 invånare år 2021. Erdington var en civil parish från 1894 till 1912 då den blev en del av Birmingham. Civil parish hade 32 331 invånare år 1911. Erdington var ett distrikt från 1894 till 1911 då den blev en del av Birmingham. Byn nämndes i Domedagsboken (Domesday Book) år 1086, och kallades då Hardintone.